# Capgemini

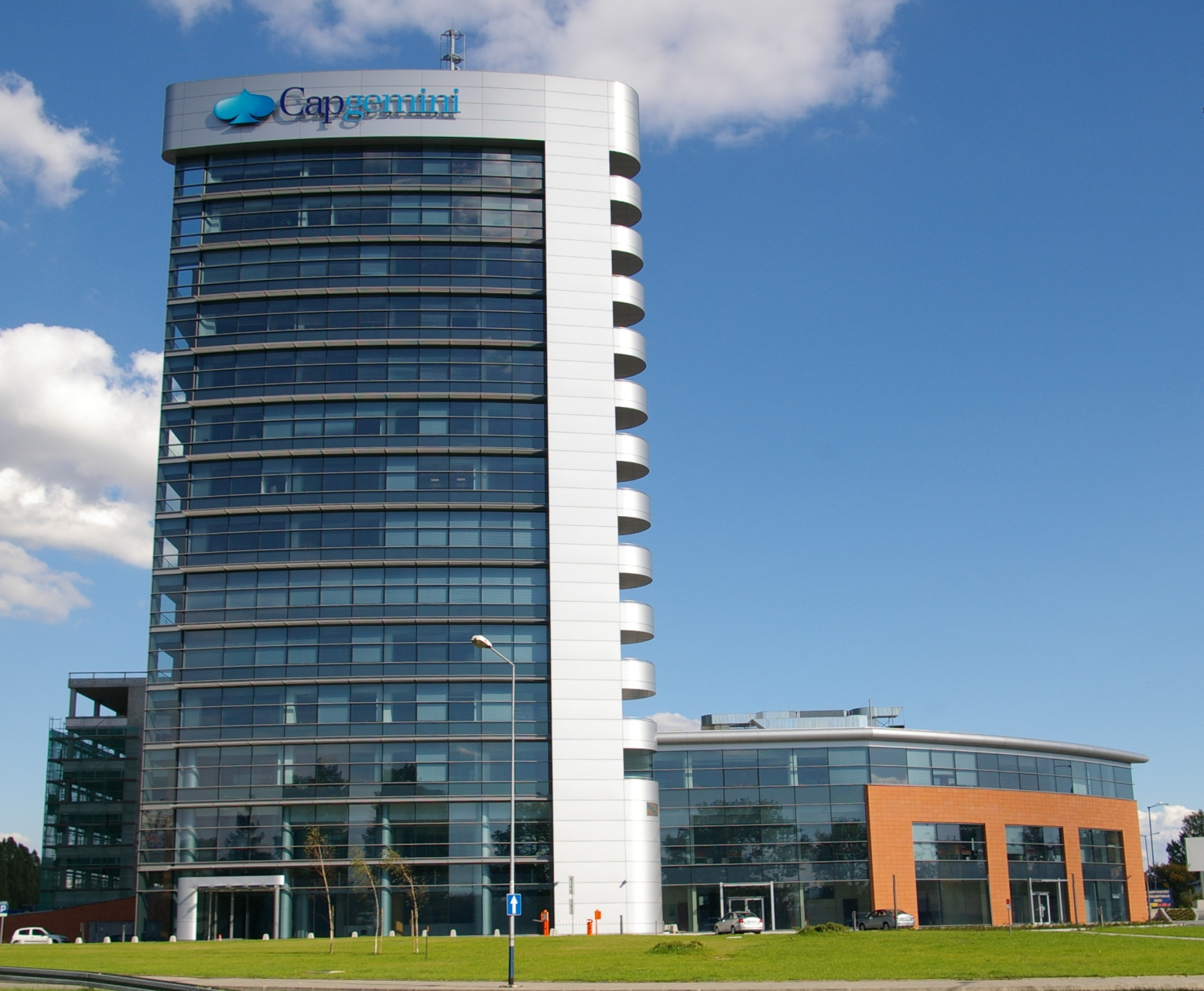
Capgemini center i Kraków.

Capgemini är ett stort franskt management- och IT-konsultbolag som ägs av Cap Gemini S.A. i Frankrike och är noterat på Parisbörsen. Företaget är ett av världens största konsultbolag inom management och IT och har ca 325 000 anställda, varav cirka 2 800 i Sverige.
Antalet anställda per sista december
- 2006: 67 889
- 2007: 83 508
- 2008: 91 621
- 2009: 90 516
- 2010 108 698
- 2013 120 000
- 2014 145 000
- 2015 180 000
- 2021 324 700

Företaget bildades 1967 av Serge Kampf som datakonsultföretaget Sogeti (= SOciété pour la Gestion de l'Entreprise et le Traitement de l'Information), fr. "Ett företag som tillhandahåller tjänster för ledning av företag och informationsbehandling" med säte i Grenoble i Frankrike. År 1975 gick bolaget ihop med ett annat franskt IT-bolag C.A.P. (Centre d'analyse et de programmation) och kort därefter med det amerikanskägda konsultbolaget Gemini, och antog namnet Cap Gemini Sogeti. År 1990 köpte företaget det största IT-konsultföretaget Hoskyns i Storbritannien och år 1992 holländska Volmac. Företaget finns etablerat i de flesta europeiska länder, USA och flera länder i resten av världen. År 2000 köpte koncernen Ernst & Young Consulting från amerikanska Ernst & Young. Koncernen är verksam under tre företagsnamn, med sinsemellan oberoende bolag: 
- Capgemini för global verksamhet med affärsområdena Technology och Outsourcing
- Capgemini Consulting för global verksamhet och konsulting inom "strategi och transformation"
- Sogeti för lokal verksamhet och konsulting inom "högkvalitativa IT-konsulttjänster på den lokala marknaden"

Inom Sverige etablerades företaget genom köp av Bror Andersson AB (1977–1979), varefter det har expanderat genom egen tillväxt samt övertagande av bl a Data Logic år (1988), Accept Data (1989), Sypro (1990) och Programator (1992). År 2005 avyttrades den svenska verksamheten inom IT-drift-outsourcing till norska EDB. Det svenska företaget är uppdelat i Capgemini, Sogeti (2003) och Capgemini Consulting (2009), med ovanstående inriktning.

## Verksamhetssektorer
Capgemini är verksamt inom följande sektorer: 
Tillverkning, handel och distribution
- Tillverkningsindustri
- Bilindustri
- Högteknologi
- Flyg- och försvarsindustri
- Konsumentprodukter
- Handel
- Distribution

Förvaltning och offentlig sektor
- Offentlig finans och skatt
- Offentlig säkerhet
- Städer och lokal förvaltning
- Hälsovård
- Försvar

Finansiella tjänster
- Investeringsbanker
- Affärsbanker
- Allmän ekonomi
- Försäkring

Energi, infrastruktur och kemisk industri
- Kemisk industri
- Kraftindustri
- Infrastruktur, elektricitet och gas
- Olja och gas
- Vatten och avlopp
- Gruvindustri

Telekom, media och nätverk
- Telekom
- Media
- Underhållningsindustri

Hälsovård
- Farmakologi
- Medicinsk apparatur
- Lantbrukskemi
- Bioteknologi

Övriga tjänster
- Affärstjänster
- Resor och transport

## Tidslinje
| 1967 | Serge Kampf startar datakonsultföretaget Sogeti (Société pour la Gestion de l'Entreprise et le Traitement de l'Information), med säte i Grenoble i Frankrike. |
| 1975 | Sogeti (nu med 600 anställda) fusionerar den 1 januari med det franska datakonsultföretaget C.A.P. Företaget går sedan samman med det amerikanska konsultbolaget Gemini och koncernen går nu under namnet Cap Gemini Sogeti och har 2000 anställda. |
| 1977 | Cap Gemini Sogeti tar över aktiemajoriteten i Bror Andersson AB (BRA). |
| 1979 | BRA blir helägt dotterbolag till Cap Gemini Sogeti. |
| 1985 | Cap Gemini Sogeti-aktien noteras på Parisbörsen. |
| 1988 | Cap Gemini Sogeti i Sverige köper svenska Data Logic med 400 anställda. |
| 1989 | Cap Gemini Sogeti i Sverige köper företaget Accept Data med 100 medarbetare. |
| 1990 | Cap Gemini Sogeti i Sverige köper Sypro med 100 anställda. Cap Gemini Sogeti köper Storbritanniens största datatjänstföretag Hoskyns med 3 500 anställda. |
| 1991 | Gemini Consulting startas för att möta marknadens behov av verksamhets- och systemutveckling. |
| 1992 | Cap Gemini Sogeti köper Programator och växer med 20 % i hela Europa. Koncernens nordiska del byter namn till Cap Programator. Cap Gemini Sogeti köper Nederländernas mest framgångsrika IT-företag Volmac. |
| 1996 | Den 16 september byter Cap Programator och alla dess systerföretag namn till Cap Gemini |
| 1997 | Cap Gemini köper den franska koncernen Bossard med över 700 anställda. |
| 2000 | Cap Gemini går samman med Gemini Consulting och Ernst & Young Management Consulting och bildar ett bolag på 60 000 anställda. Bolaget tar namnet Cap Gemini Ernst & Young som det får använda under högst fyra år enligt avtalet. |
| 2001 | Cap Gemini Ernst & Young Sverige AB köper tillsammans med norska EDB Teamco det tidigare SJ-ägda bolaget Unigrid. Unigrid hade 270 anställda och specialiserat sig på IT-lösningar för rese- och logistikföretag. |
| 2003 | Cap Gemini Ernst & Young i Sverige AB delas i två bolag 1 januari, Cap Gemini Ernst & Young Sverige AB och Sogeti Sverige AB. Cap Gemini Ernst & Young Sverige AB inriktar sig på affärsdrivna IT-lösningar med global leveranskapacitet. Sogeti Sverige AB å sin fokuserar på lokala IT-tjänster. Cap Gemini Ernst & Young köper i mitten av december gruppen Transiciel med 7000 anställda. |
| 2004 | Cap Gemini Ernst & Young byter den 15 april namn till Capgemini. Den 31 december tar EDB Business Partner över Capgeminis IT-driftverksamhet och tillhörande personal. |
| 2007 | Capgemini förvärvar det globalt verksamma it-tjänsteföretaget Kanbay med 7600 medarbetare i USA, Storbritannien, Indien och APAC-länderna och som har fokus på finanstjänstebranschen. |
| 2009 | Consulting Services ombildas till den globala enheten Capgemini Consulting med konsulting inom strategi och transformations. |
| 2010 | Capgemini förvärvar IBX, en svensk leverantör av upphandlingssystem och -tjänster. IBX blir senare under året Capgemini Procurement Services som tillhandahåller dels outsourcinglösningar och dels Software as a Service-tjänster baserat på teknikplattformen IBX Platform. |
| 2010 | Capgemini förvärvar 55% av aktierna i CPM Braxis i Brasilien. |